# Alice Rahon
Alice Rahon, geborene Alice Marie Ivonne Philippot, Ehename Alice Paalen (* 8. Juni 1904 in Chenecey-Buillon; † 1987 in Mexiko-Stadt), war eine französische Schriftstellerin und surrealistische Künstlerin.

## Biografie
Alice Phillipot wurde 1904 in dem Dorf Chenecey-Buillon in der französischen Region Franche-Comté geboren. 1931 verliebte sie sich in den österreichischen Maler Wolfgang Paalen, mit dem sie seit 1934 verheiratet war. Sein surrealistischer Stil inspirierte ihre Dichtung. 1936 reiste sie mit der Dichterin Valentine Penrose nach Indien. Im selben Jahr veröffentlichte sie als Alice Paalen den Gedichtband À même la terre (1936), danach folgten Sablier couché (1939) und Noir animal (1941), ebenfalls unter dem Namen Alice Paalen.
1939 ging sie mit Paalen und der gemeinsamen Freundin Eva Sulzer nach British Columbia. Im gleichen Jahr reisten die drei Künstler nach Mexiko, wo sie von Frida Kahlo und Diego Rivera aufgenommen wurden. Hier begann Alice unter Anleitung von Paalen zu malen, arbeitete von 1942 bis 1944 mit bei der von Paalen und dem Peruaner César Moro gegründeten Zeitschrift Dyn und stellte 1944 erstmals in der Galería de Arte Mexicano aus. Es folgten Ausstellungen in New York und Los Angeles. Sie hatte Liebesverhältnisse mit der Schriftstellerin Elizabeth Smart und mit der Künstlerin Sonja Sekula. 1947 ließ sich Paalen von ihr scheiden, und sie nahm den Namen Rahon an, der mutmaßlich von ihrer bretonischen Großmutter stammt. Einige ihrer Arbeiten sind heute im Museo de Arte Moderno in Mexiko-Stadt zu sehen.